# Componente fuertemente conexo

Un grafo dirigido, y sus componentes fuertemente conexos.

En teoría de grafos, un grafo dirigido es llamado fuertemente conexo si para cada par de vértices u y v existe un camino de u hacia v y un camino de v hacia u. Los componentes fuertemente conexos (CFC) de un grafo dirigido son sus subgrafos maximales fuertemente conexos. Estos subgrafos forman una partición del grafo.
Un subgrafo fuertemente conexo es maximal si contiene todos los vértices del grafo o si al agregarle un vértice cualquiera deja de ser fuertemente conexo.
El cálculo de los componentes fuertemente conexos de un grafo es uno de los problemas fundamentales de la Teoría de los grafos. El primer algoritmo que trabaja en tiempo lineal para resolver este problema fue propuesto por Robert Tarjan en 1970 a base de una búsqueda en profundidad (depth-first search). Otros algoritmos aparecen en los principales textos sobre algorítmica.
La complejidad de este algoritmo es O(V+E).

## Algoritmo
Para encontrar los componentes fuertemente conexos se puede utilizar el algoritmo de Kosaraju el cual funciona de la siguiente forma:
Sea {\displaystyle G=(V,E)\,} un grafo dirigido:
1. Aplicar búsqueda en profundidad sobre G
2. Calcular el grafo traspuesto.
3. Aplicar búsqueda en profundidad sobre {\displaystyle G^{t}} (el grafo traspuesto) iniciando la búsqueda en los nodos de mayor a menor tiempo de finalización obtenidos en la primera ejecución de búsqueda en profundidad (paso 1)
4. El resultado será un bosque de árboles. Cada árbol es un componente fuertemente conexo.

Las dos búsquedas en profundidad y la construcción del grafo reverso consumen tiempo lineal, de manera que el tiempo total es también lineal. En 2002, se publicó una prueba simplificada de corrección de este algoritmo.